# Palpata
Los palpados (Palpata) son una subclase de anélidos poliquetos. La mayoría de los palpados son detritívoros o filtradores. La validez de esta subclase se ha puesto en duda; El Registro Mundial de Especies Marinas considera Palpata como un nombre dudoso y divide los poliquetos en tres subclases, Aciculata, Canalipalpata y Scolecida. Futuras investigaciones tendrán como resultado probable cambios en la clasificación de los anélidos, la monofilia de los cuales es dudosa.

## Lista de órdenes
Según ITIS, esta subclase incluye dos órdenes:
- Orden Aciculata
- Orden Canalipalpata (considerado a veces una subclase)[1]